# Abdi Farah Shirdon
Abdi Farah Shirdon (somali : Cabdi Faarax Shirdoon, arabe : عبدي فارح شردون), né en 1958, est un homme d'État et économiste somalien, Premier ministre du 17 octobre 2012 au 21 décembre 2013.

## Biographie
Shirdon est né en 1958 dans la ville de Dhusamareb, située dans la région centrale de Galguduud en Somalie. Il vient de la classe moyenne et appartient au clan Marehan Darod.
Shirdon est marié à Asha Haji Elmi, éminente militante pour la paix et ancienne membre du Parlement fédéral somalien. Le couple a quatre enfants. 
Il est également multilingue et parle le somali, l'italien et l'anglais.